# Johan Önnert Gran
Johan Önnert Gran, född 26 januari 1698 i Småland, död 1762, var en svensk handelsman, riksdagsledamot och politiker.

## Biografi
Johan Önnert Gran föddes 1698 i Småland. Han var son till majoren Önnert Gran. Gran arbetade som handelsman i Karlskrona. Han begravdes 2 april 1762..
Gran var riksdagsledamot för borgarståndet i Karlskrona vid riksdagen 1740–1741, riksdagen 1742–1743, riksdagen 1746–1747 och riksdagen 1751–1752.
Gran gifte sig 1722 med Maria Helena du Rées (död 1758).